# Polysiphonia elongella
Polysiphonia elongella Harvey trong W.J. Hooker là một loài tảo đỏ phân nhánh sống ở biển thuộc chi Polysiphonia và nằm trong họ Rhodomelaceae.

## Mô tả
Loài tảo này phát triển thành hình trụ, phân nhánh và có chiều dài khoảng 10 xen-ti-mét. Chúng phát triển thành hình trụ thẳng đứng là do gắn với một cơ quan tên là holdfast, giúp neo các thực vật như tảo lại. Trục chính thì không phân nhánh hướng về phía gốc nhưng phân nhánh về hướng lên cao. Môi trục thẳng đứng thì có một trục polysiphonous với một hàng tế bào nằm ở giữa bao quanh 4 tế bào bên trục có cùng chiều dài. Về những cái nhánh thì chúng phân nhánh ít ở gốc. Có những sợi nhỏ phát triển hướng xuống trong rãnh của những tế bào quanh trục. Các tế bào trichoblast (loại tế bào tập trung bên ngoài bề mặt rễ làm cho rễ phân nhánh) thì được sinh ra ở gần đỉnh.

## Sinh sản
Cystocarp (một cấu trúc giống như quả hình thành sau sự thụ tinh ở tảo đỏ) và túi bào tự được ghi nhận là có mặt, còn tetrasporangia thì thưa thớt.

## Phân bố và môi trường sống
Chúng sinh sống ở đáy của những bờ biển được bảo vệ. Polysiphonia elongella được ghi nhận là có mặt tại Ireland, Anh, đảo Shetland và đảo Channel. Bên cạnh đó, một số ghi nhận về sự xuất hiện của loài tảo này tại bắc Ireland thì đã cũ và cần được xác minh. Ngoài ra, chúng cũng được báo cáo là xuất hiện ở Pháp và biển Địa Trung Hải.